# Peñausende
Peñausende település Spanyolországban,  Zamora tartományban. Peñausende Mayalde, Santiz, Alfaraz de Sayago, Almeida de Sayago, Fresno de Sayago, Pereruela és Cabañas de Sayago községekkel határos. Lakosainak száma 375 fő (2024).

## Népesség
A település népessége az utóbbi években az alábbiak szerint változott:
| Lakosok száma | 565  | 506  | 491  | 502  | 467  | 443  | 410  | 385  | 361  | 375  |
|               | 2001 | 2004 | 2007 | 2009 | 2012 | 2014 | 2017 | 2019 | 2022 | 2024 |